# メリ・ユランダ
メリ・ユランダ（Mary Yuranda）はインドネシアのスマトラ島アチェ州出身の女性。2004年12月26日に起きたスマトラ沖地震による大津波で家族と離れ離れとなっていたが、2011年12月、7年ぶりに両親ら家族と再会を果たした。再会の時に14歳であった。
住んでいた村で地震による津波で流された彼女はバンダ・アチェの女性に拾われ「ワチ」と名付けられた。その女性により、物乞いを強制させられていたが、物乞いを続けることをしたくないと女性に告げたところ、追い出された。
12月21日、ムラボーにたどり着いた彼女は、宗教指導者をしていた祖父の名前「イブラヒム」をタクシー運転手に告げたところ、家族の家まで連れられ、再会を果たした。
当初、母親は行方不明だった彼女が自分の娘であることに半信半疑であったが、腹部にある母斑、顔のほくろや額の傷跡から娘であると確信した。